# Ben Kilpatrick
Ben Kilpatrick (5 janvier 1874 – 12 mars 1912) était un hors-la-loi américain pendant les dernières années de la conquête de l'Ouest. Il était membre du gang du Wild Bunch dirigé par Butch Cassidy et Elzy Lay. Il a été arrêté pour vol à main armée et a effectué environ 10 ans de ses 15 ans d'emprisonnement. À sa sortie de prison, il est retourné à la criminalité et a été tué par un otage lors du braquage d'un train.

## Biographie

### Jeunesse
Kilpatrick est né dans le comté de Coleman au Texas en 1874, troisième des neuf enfants d'un fermier du Tennessee, George Washington Kilpatrick (ou « Killpatrick »), et de sa femme, Mary, originaire de Caroline du Sud, selon le recensement fédéral de 1880.
Il a travaillé comme cow-boy pour un temps au Texas et a fait connaissances avec Tom et Sam Ketchum et Bill Carver.

### Vie de hors-la-loi

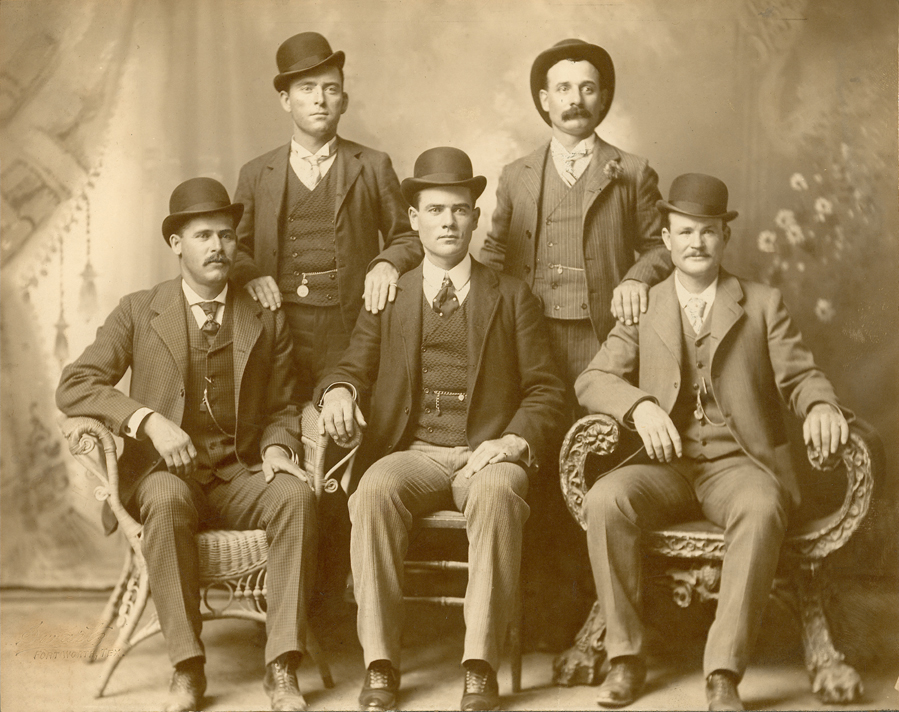
Ben Kilpatrick, assis au centre.

Après la sortie de prison de Cassidy, celui-ci et Lay créent le gang du Wild Bunch, et la bande a commencé la carrière de braquage de train la plus fructueuse de l'histoire. Kilpatrick est considéré comme un ami de Lay, mais il peut avoir eu peu ou aucune participation aux crimes impliquant Butch Cassidy ou le Sundance Kid. Kilpatrick s'est lié avec Kid Curry, mais où et comment ils se sont rencontrés restent incertains[réf. nécessaire].

#### Évasion
La caractéristique du gang était de commettre leurs vols, puis de se séparer dans plusieurs directions différentes, pour se retrouver quelque temps plus tard dans leur repaire à Hole-in-the-Wall dans le Wyoming. Avec Laura Bullion, ils se sont rendus à Nashville au Tennessee, où ils ont rencontré Kid Curry et sa petite amie Della Moore. Moore a été arrêté peu de temps pour avoir dépensé de l'argent relié à l'un des vols du gang[réf. nécessaire].

#### Arrestation
Kilpatrick a été capturé le 5 novembre 1901 à Saint-Louis dans le Missouri et a été condamné à 15 ans de prison.

### Mort
Il a été libéré de prison en juin 1911. Le 12 mars 1912, Kilpatrick et le hors-la-loi Ole Hobek ont été tués lors du braquage d'un train près de Sanderson au Texas. On pense que le duo a participé à plusieurs vols de train à proximité de Memphis, en novembre 1911 et février 1912, ainsi que d'autres petits vols à main armée dans l'Ouest du Texas[réf. nécessaire].